# Campionato di calcio della Repubblica Socialista Sovietica d'Estonia 1984
Il Campionato di calcio della Repubblica Socialista Sovietica d'Estonia 1984 era la massima divisione del campionato estone ed era un campionato regionale sovietico. La vittoria finale andò all'Estonia Jõhvi Kohtla-Järve che vinse il primo titolo della sua storia.

## Formula
Era formato da dodici squadre: ogni formazione si incontrava le altre in gironi di andata e ritorno, per un totale di 22 incontri. Erano previsti due punti per la vittoria e uno per il pareggio. 

## Classifica finale
|    | Classifica finale          | G  | V  | N | P  | GF | GS | Dif | Pt |
| -- | -------------------------- | -- | -- | - | -- | -- | -- | --- | -- |
| 1  | Estonia Jõhvi Kohtla-Järve | 22 | 18 | 2 | 2  | 69 | 22 | +47 | 38 |
| 2  | Tempo Tallinn              | 22 | 18 | 1 | 3  | 49 | 19 | +30 | 37 |
| 3  | Dünamo Tallinn             | 22 | 16 | 2 | 4  | 70 | 20 | +50 | 34 |
| 4  | Kalakombinaat Pärnu        | 22 | 15 | 3 | 4  | 57 | 26 | +31 | 33 |
| 5  | Norma Tallinn              | 22 | 12 | 3 | 7  | 55 | 32 | +23 | 27 |
| 6  | Kalev Sillamäe             | 22 | 9  | 3 | 10 | 39 | 32 | +7  | 21 |
| 7  | Baltika Narva              | 22 | 8  | 2 | 12 | 32 | 41 | -9  | 18 |
| 8  | KEK Pärnu                  | 22 | 7  | 3 | 12 | 30 | 52 | -22 | 17 |
| 9  | Keemik Kohtla-Järve        | 22 | 4  | 4 | 14 | 22 | 34 | -12 | 12 |
| 10 | Dvigatel Tallinn           | 22 | 5  | 2 | 15 | 24 | 63 | -39 | 12 |
| 11 | Avtomobilist Narva         | 22 | 2  | 6 | 14 | 22 | 59 | -37 | 10 |
| 12 | Autovoed Kiviõli           | 22 | 1  | 3 | 18 | 11 | 80 | -69 | 5  |

G = Partite giocate; V = Vittorie; N = Nulle/Pareggi; P = Perse; GF = Goal fatti; GS = Goal subiti; Dif = differenza reti; 